# Крунослав Буљевић
Крунослав Буљевић (Омиш, 1914) српски је вајар.

## Биографија
Рођен је 1914. године у Омишу. Завршио је Академију ликовних уметности у Београду 1949. Радио је као наставник Више педагошке школе у Београду. Излагао је на изложбама Удружења ликовних уметника Србије. Учествовао је на бројним изложбама међу којима је „Послератна вајарска генерација Србије 1945—1955” у галерији Дома војске у Београду од 25. септембра до 20. октобра 1955. године. Израдио је скулптуру Петра Петровића Његоша од гипса.